# Tartarin de Tarascon
Tartarin de Tarascon is een Franse film van Raymond Bernard die werd uitgebracht in 1934.
Het scenario van Marcel Pagnol is gebaseerd op de gelijknamige roman (1872) van Alphonse Daudet.

## Samenvatting
Tartarin is een snoeverige man van middelbare leeftijd die spectaculaire verhalen over zijn avontuurlijke reizen in Afrika vertelt aan zijn medeburgers van het Zuid-Franse stadje Tarascon. Hij doet dat al jaren maar niemand vermoedt dat zijn verhalen eigenlijk op niets berusten. Vooral zijn relaas over het jagen op en neerschieten van groot wild zoals een leeuw hebben hem een stevige reputatie gegeven. 
Op een dag ziet hij zich verplicht zijn belofte ooit weer naar Afrika te vertrekken na te komen. Hij moet terug komen met de bewijzen van zijn jachtpartijen want zijn geloofwaardigheid staat op het spel.

## Rolverdeling
| Acteur             | Personage               |
| ------------------ | ----------------------- |
| Raimu              | Tartarin de Tarascon    |
| Fernand Charpin    | Bravida                 |
| Jean Sinoël        | Bézuquet                |
| Paul Ollivier      | Costecalde              |
| Jean d'Yd          | Ladevèze                |
| Marcel Maupi       | Tastevin                |
| Milly Mathis       | Jeannette               |
| Maximilienne       | mevrouw Ladevèze        |
| Madeleine Robinson | een vrouw in het casino |
| Henri Vilbert      | de postbode             |